# Juliusz Mikołajski
Juliusz Mikołajski (ur. 6 marca 1901, zm. 20 października 1987) – polski geograf i ekonomista.

## Życiorys
Studia ukończył na Uniwersytecie Poznańskim w 1924 i od razu podjął pracę w Katedrze Geografii tej uczelni. W 1926 doktoryzował się na podstawie pracy o dolinie warszawsko-berlińskiej. Do 1939 pracował na Wyższej Szkole Ekonomicznej w Poznaniu. Podczas kampanii wrześniowej (22 września 1939) dostał się do niewoli po bitwie nad Bzurą i przebywał w trzech różnych obozach jenieckich. W 1946 powrócił do kraju i oddelegowany został przez poznański uniwersytet do Szczecina, gdzie organizował filię Akademii Ekonomicznej, późniejszą szczecińską Akademię Handlową (kierował tam katedrą geografii i był dziekanem). Był też założycielem szczecińskiego oddziału Polskiego Towarzystwa Geograficznego (od 1981 był też członkiem honorowym tego towarzystwa). Był także jednym z założycieli Szczecińskiego Towarzystwa Naukowego i czynnym członkiem Polskiego Towarzystwa Ekonomicznego. Od 1971 na emeryturze. 

## Dorobek i odznaczenia
Opublikował około 70 pozycji, a głównym nurtem jego zainteresowań była geografia transportu wodnego i geografia Pomorza Zachodniego. W 1966 wydał dwutomową geografię województwa szczecińskiego. 
Odznaczony Krzyżem Komandorskim Orderu Odrodzenia Polski (1971).